# Eduardo Lorrio
Eduardo Lorrio Bejar (Madrid, 1993. szeptember 25. –) világbajnok és Európa-bajnoki ezüstérmes, valamint Európa-kupa bronzérmes spanyol válogatott vízilabdázó, a Barcelona kapusa.

## Eredmények

### Válogatottal

#### Spanyolország
- világbajnokság: 
  - aranyérmes: 2025
  - ezüstérmes: 2019
- Európa-bajnokság: Ezüstérmes: Barcelona, 2018
- Európa-kupa: Bronzérmes: Zágráb, 2019